# Нація прибульців
«Нація прибульців» (англ. Alien Nation «Чужинська нація») — американський фантастичний фільм.

## Стислий сюжет
Дія розгортається в 1991 році, через три роки після падіння літаючої тарілки з трьомастами тисячами прибульців-гуманоїдів, колишніх рабів, у пустелі Мохаве. Лос-Анджелес стає новим домом для Новоприбулих (самоназва — тенктонці), які змінюють свої імена на людські, іноді комічні. Детектив поліції Лос-Анджелеса Метью Сайкс втратив напарника під час спроби затримання двох Новоприбулих, замішаних в пограбуванні крамниці. На наступний день начальник Сайкса повідомляє, що йому доведеться працювати з Семом Франциско, детективом-Новоприбулим. Сайкс погоджується стати напарником Франциско, сподіваючись знайти вбивць колишнього напарника.